# راجيف شارما
راجيف شارما (بالإنجليزية: Rajiv Sharma)‏ (10 يونيو 1984 في نيوزيلندا - ) هو لاعب كريكت نيوزلندي. لعب مع نادي الكريكت في جامعة أكسفورد ‏.

## وصلات خارجية
- راجيف شارما على موقع إي آس بي آن كريك إنفو (الإنجليزية)